# Ørslev Kirke (Slagelse Kommune)
|  | For andre kirker med samme navn, se Ørslev Kirke |
Ørslev Kirke er en kirke i landsbyen Ørslev, knap 10 km sydøst for Skælskør i Slagelse Kommune.
Kirken har været viet til Johannes Døberen på grund af en nærliggende kilde, som formodentlig har været godt besøgt og givet kirken rige indtægter. Af den oprindelige romanske kirke står kun skibets nord og sydmur samt rester af det oprindelige kor. Den romanske kirke var opført af kvaderhugne kampesten over skråkantsokkel. I sydmuren kan anes den oprindelige portal, i nordmuren står den tilmurede norddør som en udvendig niche. Desuden kan man spore oprindelige vinduer i syd- og nordmuren. Nord- og sydkapel er opført omkring 1325 af munkesten. Tårnet er opført omkring 1500 nogenlunde samtidigt med, at det nuværende kor blev opført som forlængelse af det oprindelige kor, der nu fungerer som korsskæring.
Det oprindelige kor og skib fik indbygget krydshvælv i 1300-25, skibets hvælv bæres af dværgsøjler, korets hvælv har en særlig ribbeprofil og hjørnekonsoller af brændt ler med stjerneornamenter. Nordkapellet er indrettet som gravkapel for slægten Holstein. Tårnet har krydshvælvet underrum og spidsbuet tårnbue til skibet. Det gotiske korbuekrucifiks er fra 1300-tallet.
Altertavlen og prædikestolen er fra 1625, de er antagelig udført af samme mester. På Nationalmuseet findes tre træfigurer fra kirken, en helgenbisp fra o.1300, Johannes Døberen fra samme tid og Johannes Døberens hoved på et fad fra anden halvdel af 1400-tallet. I koret hænger et epitafium af sandsten fra 1626 over Alexander Rabe von Papenheim (død 1631) og Regitze Grubbe (død 1636). Parret ses knælende omkring en teksttavle, på epitafiet ses anevåben.

## Præster i Ørslev
- 1652-1663 Hans Mikkelsen Ravn [3]
- 1878-1900 Jens Schjørring (no) [4]

## Kalkmalerier
|  |

I sydkapellet ses kalkmalerier på øst og sydvæggen. De blev afdækket og restaureret i 1885-86 af Jacob Kornerup, siden er de blevet genrestaureret af Egmont Lind i 1938. Figurerne er meget lange, nærmest manierede. På østvæggen ses en stifter, der knæler foran Johannes Døberen, som kirken formodentlig var viet til.
|  |

På østvæggen mod syd ser man den berømte "Dansefrise". Man har hidtil ikke kunnet finde en tilfredsstillende udlægning af motiverne i sydkapellet, men man mener motiverne knytter sig til et bryllup. Måske vil de billeder på vest og nordvæg, som stadig er overkalket, kunne give en forklaring på udsmykningens sammenhæng. Hovedvægten er lagt på Maria, men ingen steder har hun glorie.

| - Øltappende munk - Manden til venstre i mi-parti-dragt |